# Telița (okręg Tulcza)
Telița – wieś w Rumunii, w okręgu Tulcza, w gminie Frecăței. W 2011 roku liczyła 544 mieszkańców.